# レオニード・ポロヴィンキン
レオニード・ポロヴィンキン（キリル文字:Леонид Алексеевич Половинкин, ラテン文字:Leonid Alexandrovich Polovinkin、1894年7月20日 - 1949年2月8日）は、ロシアの作曲家。

## 生涯
クルガン出身。故郷でピアノ、ヴァイオリン、作曲、指揮を学んだ後、1917年にモスクワに出てゲオルギー・カトゥアール、セルゲイ・ワシレンコ、ニコライ・ミャスコフスキー、ニコライ・マルコ、レインゴリト・グリエールについて学んだ。
1924年、サンクトペテルブルクのアレクサンドリンスキー劇場の音楽監督となった。1926年にモスクワに戻って中央児童音楽劇場の音楽監督となり、その死まで務めた。また現代音楽協会のメンバーで書記となった。

## 作品
初期の作風はアレクサンドル・スクリャービンの影響を受けていたが、後に前衛的な作風となり、アレクサンドル・モソロフ、アナトーリー・アレクサンドロフ、ニコライ・ロスラヴェッツらとともにロシア・アヴァンギャルドを形成した。作品には4つの弦楽四重奏曲、5つのピアノソナタ、9つの交響曲、ピアノ協奏曲
などがある。